# Cruel Summer (album Ace of Base)
Cruel Summer – trzeci album studyjny szwedzkiego zespołu popowego Ace of Base wydany niezależnie przez Arista Records 25 sierpnia 1998 w Japonii, zaś 1 września 1998 w Stanach Zjednoczonych. Gdy sprzedaż Flowers sięgnęła 3 milionów kopii po wydaniu albumu w Azji, Europie i Afryce 14 lipca 1998, Arista Records zdecydowała wydać własna wersję albumu w USA i Japonii pt. Cruel Summer.
Nakład i wielkość sprzedaży Cruel Summer nie była tak zadowalająca jak Flowers. Amerykańska wersja zawierała jedynie remiksy kilku oryginalnych utworów oraz jedną nową piosenkę - "Everytime it Rains"; album niekiedy nazywany jest nieudaną kopią edycji europejskiej. Nagranie uplasowało się na 101. miejscu listy Billboard 200. Album sprzedał się w nakładzie ok. 122 000 kopii. Od tego czasu żaden album Ace of Base nie został wydany w Stanach Zjednoczonych.

## Spis utworów

### Wydanie USA/Brazylia
1. "Cruel Summer (Cutfather & Joe Mix)" (Sarah Elizabeth Dallin, Siobhan Fahey, Steve Jolley, Tony Swain, Keren Woodward) – 3:33
2. "Donnie (Ole Evenrude Version)" (Jonas Berggren) – 3:47
3. "Whenever You’re Near Me" (Berggren, Mike Chapman) – 3:32
4. "Everytime it Rains" (Rick Nowels, Billy Steinberg, Maria Vidal) – 4:52
5. "Adventures in Paradise" (Berggren) – 3:30
6. "Don’t Go Away" (John Ballard/Ulf "Buddha" Ekberg) – 3:39
7. "Cecilia" (Berggren) – 3:54
8. "He Decides (Fisher Mix)" (US Version, Berggren) – 3:49
9. "Always Have, Always Will (US Edit)" (Berggren, Chapman) – 3:48
10. "Tokyo Girl" (Berggren, Ralph McCarthy, Steinberg) – 3:35
11. "Travel to Romantis (Love to Infinity Radio Remix)" (Berggren) – 3:27
12. "Cruel Summer (Blazin’ Rhythm Remix)" (Dallin, Fahey, Jolley, Swain, Woodward) – 3:31

### Edycja japońska
1. "Cruel Summer (Cutfather & Joe Mix)" – 3:36
2. "Donnie (Ole Evenrude Version)" – 3:47
3. "Life Is a Flower" – 3:45
4. "Everytime it Rains" – 4:52
5. "Adventures in Paradise" – 3:30
6. "Don’t Go Away" – 3:40
7. "Cecilia" – 3:54
8. "He Decides (Fisher Mix)" (US Version) – 3:49
9. "Always Have, Always Will (US Edit)" – 3:49
10. "Tokyo Girl" – 3:36
11. "Travel to Romantis (Love to Infinity Radio Remix)" – 3:38
12. "Cruel Summer (Blazin’ Rhythm Remix)" – 3:34
13. "Dr. Sun" – 3:35
14. "Into the Night of Blue" – 4:10

## Pozycje na listach przebojów
| Lista         | Pozycja |
| ------------- | ------- |
| Kanada        | 23      |
| Chile         | 4       |
| Billboard 200 | 101     |

## Skład
- Ulf Bandgren – gitara
- Bas-Berra – gitara basowa
- Joe Belmaati – aranżacje, keyboard, programowanie, producent, mixing
- Jenny Berggren – śpiew, wokal wspierający
- Jonas "Joker" Berggren – keyboard, programowanie, inżynier dźwięku
- Linn Berggren – śpiew, wokal wspierający
- Marit Bie – wokal wspierający
- Marianne Bundevik – wokal wspierający
- Mark Burdett – design
- Douglas Carr – keyboard, inżynier
- Suzanne Carstensen – wokal wspierający
- Desi "Dezrock" Caruso – keyboard
- Cutfather – aranżacje, producent, mixing
- Clive Davis – producent
- Ulf "Buddha" Ekberg – producent
- Tommy Ekman – aranżacje, keyboard, programowanie, producent, mixing
- Ole Evenrude – producent, aranżacje
- Charles Fisher – producent
- Birthe H. – wokal wspierający
- Peo Haggstrom – keyboard, programowanie
- Hani – producent, tworzenie remisów
- Nana Hedin – wokal wspierający
- Henrik – przygotowywanie instrumentów, róg, koordynator prac
- Johnny Jam – keyboard, producent
- Ulf Janson – przygotowywanie instrumentów, róg
- Bjarne "Spiff" Johansson – perkusja
- Mads Johansson – gitara
- Jonas Karg – gitara
- Dave Lee – programowanie
- Peter Lee – tworzenie remisów
- David Leonard – mixing
- Jonas Linell – fotografie
- Marian Lisland – wokal wspierający
- Bernard Löhr – mixing
- Matz Nilsson – mixing
- Tue Roh – nastrajanie i przygotowywanie instrumentów
- Thomas Siqveland – programowanie
- Eivind Skovdahl – automat perkusyjny, inżynier dźwięku
- Joakim Stiren – automat perkusyjny
- Stonestream – programowanie, automat perkusyjny
- Leon Zervos – mastering

## Nakład
- Kanada: 50,000+ sprzedanych egzemplarzy (złota płyta)
- Japonia: 142,840 sprzedanych egzemplarzy[3]
- USA: 125,000+ sprzedanych egzemplarzy